# Гай Блоссій
Гай Блоссій (*Gaius Blossius, д/н — 130 до н. е.) —  філософ-стоїк, ритор, політичний радник Тіберія Гракха та Аристоніка.

## Життєпис
Походив з кампанського роду Блоссіїв.  Ймовірно від своїх предків успадкував демократичні погляди та антиримську позицію. Замолоду навчався філософії в Афінах у Антипатра Тарсійського. Блоссій виявився здібним учнем: Антипатр згодом навіть присвятив йому деякі філософські трактати.
Слідом за проходженням навчання, Гай Блоссій перебирається до Риму. У Римі оселився як гість у родині Публія Муція Сцевола, прихильника аграрного закону, запропонованого народним трибуном Тіберієм Гракхом. Незабаром став радником у всіх починаннях Гракха. Античні автори підкреслюють, що Тіберія Гракха наполегливо «підбурювали» до реформ філософ Блоссій з Кум і ритор Діофан, утікач з м. Мітилена. Блоссій підтримував дії Гракха, сприяв радикалізації позиції прихильників аграрної реформи та боротьбі із римським сенатом. На думку деяких дослідників Блоссій був на кшталт спичрайтера Тіберія Гракха. Блоссій суттєво допоміг Тіберію, коли народний трибун Анній викликав того на публічний спір з приводу законності звільнення з посади трибуна Марка Октавія.
Незабаром після загибелі Тіберія Гракха у 133 році до н. е. Гая Блоссія було піддано допиту щодо амбіцій та планів Гракха. Під час судового розгляду не розраховуючи на милість сенату, Гай Блоссій втік до Пергаму. Тут він приєднується до повсталого Аристоніка. Блоссій запропонував останньому для залучення нових прихильників своєрідну ідеологічну програму, засновану на утопічній ідеї «держави Сонця». Тому Андронік став називати своїх прихильників геліополітами (Геліос — бог Сонція).
У 130 році до н. е. е. Арістоніка було розбито поблизу міста Стратонікея, після облоги цього міста римлянами той був змушений здатися в полон. Його доставили в Рим, де і задушили у в'язниці. Після цього сам Гай Блоссій, не бажаючи потрапити в руки римлян, наклав на себе руки.